# Jang Do
Das Jang Do, auch Eunjangdo, ist ein Messer aus Korea.

## Beschreibung
Das Jang Do wird hauptsächlich von koreanischen Frauen getragen. Das Jang Do hat eine einschneidige, spitze Klinge und ist reich verziert, weil es als ein Hochzeitsgeschenk von den Brauteltern an die Braut in der Nacht vor der Hochzeit überreicht wird. Es soll zur Selbstverteidigung und gleichzeitig als Schmuckstück dienen, daher die meist prunkvolle Verarbeitung. In der Joseon-Dynastie (1392–1897) entstand diese Tradition: Sie ist als Symbol für den Übergang des Kindes- in das Erwachsenenalter zu sehen, da die Frauen nach der Hochzeit nicht mehr vom Elternpaar abhängig war. Das Jang Do stellt so einen diskreten Hinweis auf Familienstand, Treue, persönliche Ehre sowie als sichtbare Warnung für eventuelle Angreifer dar. Die Frauen trugen es in einem Gewebe, das wie eine Halskette getragen wurde; oder im Gürtel, wo das Messer mit einer gewöhnlich am Heftende befestigten Seidenquaste in einem sehr komplizierten Verfahren festgebunden wurde.
Das Jang Do gilt als eine der größten Errungenschaften der koreanischen Metall- und Silberverarbeitung. Es ist oft mit Intarsien oder mit einer Emailtechnik (französisch  Cloisonné) verziert, sowie mit Korallen oder Schmucksteinen besetzt. Es werden aber auch viele andere Materialien wie Knochen, Hölzer, Elfenbein und Gold verwendet. Die Messer erscheinen wie ein Schmuckstück oder ein Spielzeug, doch sind sie voll funktionsfähig und bestehen aus erstklassigem, gehärtetem Klingenstahl.